# Oeganda op de Olympische Zomerspelen 2004
Oeganda nam deel aan de Olympische Zomerspelen 2004 in Athene, Griekenland. Het was de twaalfde deelname van het land aan de Olympische Zomerspelen.
De elf deelnemers, negen mannen en twee vrouwen, kwamen in actie op tien onderdelen in vier olympische sporten; atletiek, boksen, gewichtheffen en zwemmen. De atleet Paskar Owor nam deze editie als enige sporter voor de tweede keer deel.

## Deelnemers & resultaten
(m) = mannen, (v) = vrouwen 

### Atletiek
| Olympiër (deelname) | Onderdeel  | Resultaat | Prestatie                         |
| ------------------- | ---------- | --------- | --------------------------------- |
| Paskar Owor         | 800m (m)   | 47e       | serie 5: 5de in 1.47,87           |
| Wilson Busienei     | 10000m (m) | 11e       | 28.10,75                          |
| Boniface Kiprop     | 10000m (m) | 4e        | 27.25,48                          |
|                     |            |           |                                   |
| Docus Inzikuru      | 5000m (v)  | series    | serie 1: 15.38,59 (12e; 24e tijd) |

### Boksen
| Olympiër         | Onderdeel | Resultaat | Prestatie |
| ---------------- | --------- | --------- | --- |
| Jolly Katongole  | -48kg (m) | 17e       | 1ste ronde: V van TUR Yalcinkaya: 7-22                                                                             |
| Brian Mayanja    | -57kg (m) | 17e       | 1ste ronde: V van KAZ Jafarox: scheidsrechterlijke beslissing                                                      |
| Sam Rukundo      | -60kg (m) | 5e        | 1ste ronde: W van MAR Tamsamani: 30-22 2de ronde: W van PUR de Jesus: 24-22 kwartfinale: V van RUS Khrachev: 18-31 |
| Sadat Tebazaalwa | -69kg (m) | 17e       | 1ste ronde: V van CHN Silamu: 17-29                                                                                |
| Joseph Lubega    | -75kg (m) | 17e       | 1ste ronde: V van THA Suriya: 21-30                                                                                |

### Gewichtheffen
| Olympiër     | Onderdeel | Resultaat | Prestatie                                                  |
| ------------ | --------- | --------- | ---------------------------------------------------------- |
| Irene Ajambo | -69kg (v) | 9e        | trekken: 10de met 60kg stoten: 8ste met 90kg totaal: 150kg |

### Zwemmen
| Olympiër        | Onderdeel          | Resultaat | Prestatie              |
| --------------- | ------------------ | --------- | ---------------------- |
| Edgar Luberenga | 50m vrije slag (m) | 75e       | serie 3: 8ste in 27,77 |

Afghanistan · Albanië · Algerije · Amerikaanse Maagdeneilanden · Amerikaans-Samoa · Andorra · Angola · Antigua en Barbuda · Argentinië · Armenië · Aruba · Australië · Azerbeidzjan · Bahama's · Bahrein · Bangladesh · Barbados · België · Belize · Benin · Bermuda · Bhutan · Bolivia · Bosnië en Herzegovina · Botswana · Brazilië · Britse Maagdeneilanden · Brunei · Bulgarije · Burkina Faso · Burundi · Cambodja · Canada · Centraal-Afrikaanse Republiek · Chili · China · Chinees Taipei · Colombia · Comoren · Congo-Brazzaville · Congo-Kinshasa · Cookeilanden · Costa Rica · Cuba · Cyprus · Denemarken · Djibouti · Dominica · Dominicaanse Republiek · Duitsland · Ecuador · Egypte · El Salvador · Equatoriaal-Guinea · Eritrea · Estland · Ethiopië · Fiji · Filipijnen · Finland · Frankrijk · Gabon · Gambia · Georgië · Ghana · Grenada · Griekenland · Groot-Brittannië · Guam · Guatemala · Guinee · Guinee‑Bissau · Guyana · Haïti · Honduras · Hongarije · Hongkong · Ierland · IJsland · India · Indonesië · Irak · Iran · Israël · Italië · Ivoorkust · Jamaica · Japan · Jemen · Jordanië · Kaaimaneilanden · Kaapverdië · Kameroen · Kazachstan · Kenia · Kirgizië · Kiribati · Koeweit · Kroatië · Laos · Lesotho · Letland · Libanon · Liberia · Libië · Liechtenstein · Litouwen · Luxemburg · Macedonië · Madagaskar · Malawi · Malediven · Maleisië · Mali · Malta · Marokko · Mauritanië · Mauritius · Mexico · Micronesië · Moldavië · Monaco · Mongolië · Mozambique · Myanmar · Namibië · Nauru · Nederland · Nederlandse Antillen · Nepal · Nicaragua · Nieuw-Zeeland · Niger · Nigeria · Noord-Korea · Noorwegen · Oeganda · Oekraïne · Oezbekistan · Oman · Oostenrijk · Oost‑Timor · Pakistan · Palau · Palestina · Panama · Papoea-Nieuw-Guinea · Paraguay · Peru · Polen · Portugal · Puerto Rico · Qatar · Roemenië · Rusland · Rwanda · Saint Kitts en Nevis · Saint Lucia · Saint Vincent en Grenadines · Salomonseilanden · Samoa · San Marino · Sao Tomé en Principe · Saoedi-Arabië · Senegal · Servië en Montenegro · Seychellen · Sierra Leone · Singapore · Slovenië · Slowakije · Soedan · Somalië · Spanje · Sri Lanka · Suriname · Swaziland · Syrië · Tadzjikistan · Tanzania · Thailand · Togo · Tonga · Trinidad en Tobago · Tsjaad · Tsjechië · Tunesië · Turkije · Turkmenistan · Uruguay · Vanuatu · Venezuela · Verenigde Arabische Emiraten · Verenigde Staten · Vietnam · Wit-Rusland · Zambia · Zimbabwe · Zuid-Afrika · Zuid-Korea · Zweden · Zwitserland